# 442. ezredharccsoport

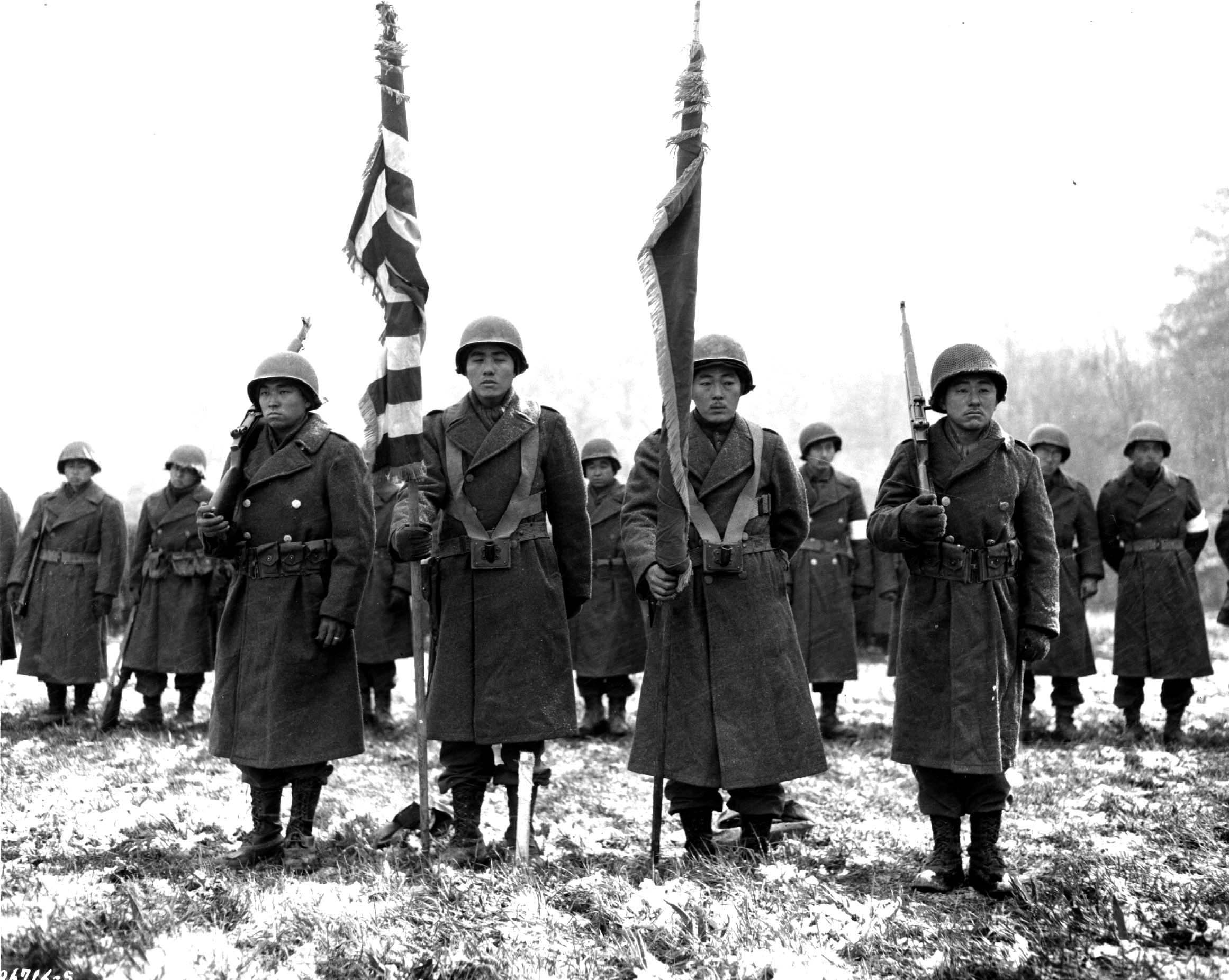
Kitüntetési felterjesztést hallgat az ezredharccsoport 1944-ben, Bruyères-ben

A 442. ezredharccsoport (442nd Regimental Combat Team, 第442連隊戦闘団, Dai jonhjakujondzsúni butai) az USA haderejének legtöbb kitüntetést szerzett egysége volt a második világháborúban, amely kizárólag niszeikből, második generációs amerikai japánokból  állt, s az olasz, francia és német hadszíntéren vetették be. A niszeik bebizonyították, hogy nem tekinthetők másodrendű állampolgároknak, és nem árulók, s ezzel mintegy nemes bosszút álltak a kormányzaton, amely szüleiket és lánytestvéreiket „relokációs központokba” telepítette ki. Az egy gyalogezredet, egy tüzérzászlóaljat és egy műszaki századot magába foglaló egységben a feltöltéseket is beleértve összesen mintegy 14 000-en szolgáltak, több százan elestek, 1700-an megrokkantak, de a háború végére 18 143 kitüntetést mondhattak magukénak, köztük 1 Medal of Honort (a legmagasabb katonai kitüntetés), 52 Distinguished Service Crosst (a második legmagasabb), ebből 2000 júniusában 19-et Medal of Honorrá minősítettek fel, 560 Silver Start (a harmadik legmagasabb), 4000 Bronze Start (a negyedik legmagasabb), ebből egyet szintén Medal of Honorrá minősítettek fel 2000 júniusában, és 9 486 Bíbor Szívet (sebesülési érdemérem). 2010. október 5-én a 442. ezredharccsoport (és utóda, a 100. gyalogoszászlóalj) megkapta a Congressional Gold Medalt. Híres jelszavuk az volt: „Go for Broke” („Inunkszakadtáig!”).